# Sven & visdommen
|  | Denne artikel er oprettet af botten PalnaBot ud fra en ekstern database. Den kan derfor have sproglige fejl eller mangler. Denne skabelon kan fjernes efter kontrol af indholdet. |

Sven & visdommen er en portrætfilm instrueret af Marie Louise Lefèvre efter eget manuskript.

## Handling
Midt i Bredgades trafikmylder ligger der en lille boghandel med en atmosfære af tidløshed omkring sig. Lige siden 1941 har Sven Damsholt passet denne oase for søgende sjæle. På trods af sine 95 år passer han stadig butikken, ligesom han stadig oversætter spirituelle og religiøse skrifter. Svens egen åndelige søgen har været passioneret. Hans nysgerrighed har til tider ført ham langt omkring, hvilket har truet med at ødelægge hans ægteskab til svenske Märtha og familielivet med deres 6 børn. Sven gør nu op med disse oplevelser - kontant, uhøjtideligt og fri af dogmer - og han fortæller om den indsigt et langt liv med visdomsbøgerne har bibragt ham.